# Manuel Ángel Rojo Guerra
Manuel Ángel Rojo Guerra (n. Villalba de la Loma, Valladolid, 1959) es un prehistoriador y arqueólogo español, que ejerce actualmente como profesor de Prehistoria en la Universidad de Valladolid en donde combina la docencia con la investigación.

## Biografía
Tras licenciarse en Historia, en la especialidad de Prehistoria y Arqueología por la Universidad de Valladolid, impartió la docencia en el Colegio Universitario de Soria entre 1987 y 1996 y enseña en la Facultad de Filosofía y Letras de Valladolid desde esa fecha hasta la actualidad.
Se doctoró en 1992, con la tesis doctoral El fenómeno megalítico en la Lora burgalesa, bajo la dirección del profesor Germán Delibes de Castro, catedrático de Prehistoria de la Universidad de Valladolid. Ganó la plaza de Profesor Titular de Prehistoria de la Facultad de Filosofía y Letras en la Universidad de Valladolid en 1996. y se acreditó como miembro del cuerpo de catedráticos de universidad en 2013.

## Investigación
Forma parte del Grupo de Investigación reconocido (GIR) sobre la Prehistoria Reciente y Protohistoria de la Meseta Norte Española dentro de la Universidad de Valladolid que ha sido reconocido como Grupo de Investigación de Excelencia por la Junta de Castilla y León (GIE) y recientemente Grupo de Investigación Consolidada.
Sus líneas de investigación se centraron inicialmente en la Prehistoria reciente de la Submeseta Norte y en especial el Neolítico Interior, en el Megalitismo, tema en el que se enfocó su tesis doctoral, y el Campaniforme. 
Ha ejecutado varios proyectos de investigación sobre la Introducción de la Agricultura y la Ganadería (Economía de Producción) en la península ibérica con investigaciones en el Valle del Ebro, habiendo desarrollado también una intensa actividad científica en los yacimientos neolíticos del Valle de Ambrona durante 18 años consecutivos. 
Entre los años 2000 y 2003 fundó instituto de Promoción Cultural Arcadia, instituto de promoción cultural adscrito a la Fundación General de la Universidad de Valladolid, con objeto de promover la investigación, la difusión y el empleo en el campo del patrimonio cultural y arqueológico.
Entre otros proyectos, Arcadia ha participado en la musealización del Castillo de Coca o el proyecto del Centro de Interpretación de la Vida Rural en La Santa Espina, Valladolid las excavaciones realizadas en las Islas Chafarinas o los proyectos del Plan Nacional ‘’Los Caminos de Neolítico’’ – incluyendo la excavación de la cueva “Els Trocs”, en la alta Ribagorza, Huesca, yacimiento neolítico de unos 7300 años, 
 desarrollado a lo largo del valle del Ebro, excavaciones en el yacimiento de Los Cascajos, en colaboración con el Gobierno de Navarra.
Fruto de estas actividades se han publicado decenas de monografías y más de un centenar de artículos en revistas nacionales e internacionales de gran impacto.
Rojo ha sido Investigador Principal (IP) de un número cercano a 100 proyectos y contratos de I+D+i de especial relevancia con empresas y Administraciones públicas, ha dirigido numerosas tesis doctorales, es evaluador de proyectos de la Agencia Nacional de Evaluación y Prospectiva y miembro del panel de expertos del Programa de Acreditación Nacional para el acceso a los cuerpos docentes universitarios (Programa ANECA-ACADEMIA). 

### Plan de Actuación Integral en el Valle de Ambrona
A partir de 1994, Manuel Rojo, se dedicó con regularidad, en el marco del llamado “Plan de Actuación Integral en el Valle de Ambrona”, en colaboración con el Instituto Arqueológico Alemán de Madrid y distintas entidades públicas y privadas, a la exploración de los yacimientos neolíticos del Valle de Ambrona. Estos están localizados en el término municipal de Miño de Medinaceli, al sur de la provincia de Soria y en ellos se pudo investigar la implantación de la economía de producción en el Interior Peninsular. A partir de las mismas se han publicado una veintena de trabajos y varios libros sobre temas tales como: el significado del fuego en los rituales funerarios del Neolítico, las tumbas monumentales del Valle y los asentamientos neolíticos al aire libre investigados en el propio Valle de Ambrona. Además, se organizó una exposición itinerante de la que surgieron guías didácticas y catálogos, contribuyó decisivamente a que se creara el Museo del Valle de Ambrona, sito en Miño de Medinaceli. 
Más recientemente, en 2012, el Museo Numantino de Soria abrió al público una nueva sala dentro de su exposición permanente dedicada a la investigación en el Valle de Ambrona entre 1995 y 2011. En ella se muestra el estudio llevado a cabo en torno a la introducción de la agricultura y ganadería en la economía del interior peninsular, a través del intenso trabajo de prospección realizado en una estrecha franja de terreno de unos 15 kilómetros de largo por 1’5 de ancho, donde se localizaron 107 estaciones prehistóricas de distintas épocas, entre las que destaca un importante conjunto de poblados del Neolítico Antiguo al aire libre (11 ejemplos) y una treintena de estructuras tubulares que albergan sepulcros colectivos.
La investigación en el Valle de Ambrona también ha tenido su hueco en el espacio televisivo, con dos documentales emitidos en el programa La Aventura del Saber de Televisión Española.

Uno de los hallazgos más llamativos de los realizados en el Valle de Ambrona fueron los restos que acreditaban, tras su estudio, que allí se elaboraba la cerveza más antigua de Europa hace unos 4400 años.

## Reconocimientos
- Premio Divulgación Universidad-Sociedad en 2004”, Universidad de Valladolid.[3]

## Publicaciones
Por orden cronológico:
- Delibes de Castro, G.; Rojo Guerra, M.A.; Represa Bermejo, J.I. 1993: Dólmenes de La Lora. Guía Arqueológica. Ed. Junta de Castilla y León, Consejería de Cultura, Valladolid. ISBN 10: 8478462481  ISBN 13: 9788478462483
- Rojo Guerra, M.A. 1999: Proyecto de Arqueología Experimental. Construcción e incendio de una tumba monumental neolítica a partir de los datos obtenidos en la excavación de La Peña de La Abuela. Ed. Boletín de Arqueología Experimental, 3: 5-11. ISSN impreso: 1138-9354
- Rojo Guerra, M.A.; Kunst, M. 2002. Sobre el significado del fuego en los rituales funerarios del neolítico. Ediciones Universidad de Valladolid ISBN-10: 8484481492 ISBN-13: 978-8484481492
- Rojo Guerra, M.A. 2003. El pasado escrito en el paisaje: guía de recursos culturales y medioambientales del Valle de Ambrona (Soria). Ed. Ochoa Impresores. ISBN: 9788473595636
- Rojo Guerra, M.A.; Garrido Pena, R.; Morán, G.; García Martínez de Lagrán, I. y Kunst, M. 2005. Del enterramiento colectivo a la tumba individual: el sepulcro monumental de La Sima en Miño de Medinaceli, Soria, España. Ed. BSAA arqueología. Áreas de Prehistoria y Arqueología. Valladolid, LXXI: 11-42.
- Kunst, M.; Rojo Guerra, M.A.; Garrido Pena, R. 2005. Un Desafío a la Eternidad. Tumbas Monumentales del Valle de Ambrona (Soria, España). Ed. Junta de Castilla y León, Monografías, 14. Soria.  ISBN: 8497183193 ISBN-13: 9788497183192
- Rojo Guerra, M.A. 2005. El campaniforme en la meseta: símbolos de poder en la Prehistoria, 2500-2000 a.C: guía didáctica de la exposición. Ed. Ayuntamiento de Aranda de Duero, Universidad de Valladolid, FUNGE, Caja de Burgos; ISBN: 84-689-1957-8
- Rojo Guerra, M.A. 2005. El mundo de Oci. Ed. Ochoa Impresores. ISBN 10: 8473595912  ISBN 13: 9788473595919
- Rojo Guerra, M.A. 2005. El campaniforme en la Península Ibérica y su contexto europeo. Bell Beakers in the Iberian Peninsula and their European context.
- Rojo Guerra, M.A. 2006. Una mirada al pasado: la prehistoria de las Islas Chafarinas. Universidad de Valladolid. ISBN 10: 8473596102  ISBN 13: 9788473596107
- Rojo Guerra, M.A. 2006. Un brindis con el pasado: la cerveza hace 4500 años en la Península Ibérica. Ed. Universidad de Valladolid. ISBN-10: 848448372X ISBN-13: 978-8484483724
- Kunst, M.; Rojo Guerra, M.A. 2007. La Lámpara und La Revilla del Campo. Zwei Siedlungen des frühesten Neolithikums der Iberischen Halbinsel bei Ambrona (Provinz Soria) und ihre absolute Chronologie. Ed. Madrider Mitteilungen. ISSN 0418-9744, Nº48, pàgs. 1-46.
- Rojo Guerra, M.A. 2007. El campaniforme: poder y ritual en la Prehistoria. Guía didáctica. Ed. Ayuntamiento de Miño de Medinaceli ISBN-10 8473594258 ISBN-13 9788473594257
- Rojo Guerra, M.A. 2007. El neolítico: los comienzos de la agricultura y la ganadería. Guía didáctica. Ed. Ayuntamiento de Miño de Medinaceli. Caja Duero. ISBN: 978-84-7359-425-7
- Rojo Guerra, M.A. et al. 2008. Paisajes de la memoria: asentamientos del Neolítico Antiguo en el Valle de Ambrona (Soria, España). Editorial: Universidad de Valladolid, 2008 ISBN 13 9788484484578
- Rojo Guerra, M.A. 2008. Los primeros agricultores y ganaderos del interior peninsular: diez años de investigaciones arqueológicas en el Valle de Ambrona (Soria). Ed. Junta de Castilla y León. ISBN 10: 8473594584  ISBN 13: 9788473594585.
- Rojo Guerra, M.A.; Garrido Pena, R.; García Martínez de Lagrán, I. 2010: Tombs for the Dead, Monuments to Eternity: the deliberate destruction of Megalithic graves by fire in the interior highlands of Iberia (Soria province, Spain). Ed. Oxford Journal of Archaeology, 29 (3).
- Rojo Guerra, M.A. et al. 2010. Zafrín, un asentamiento del Neolítico antiguo en las Islas Chafarinas (Norte de África, España).  Editorial. Universidad de Valladolid 2010 ISBN 13 9788484485360
- Rojo Guerra, M.A. et al. 2012. El neolítico en la Península Ibérica y su contexto europeo. Ed. Cátedra. ISBN 10: 8437630460 ISBN-13: 978-8437630465